# Phobia (manga)
Phobia (フォビア Fobia?) es una serie de manga japonés escrito por Katsunori Hara e ilustrado por Yukiko Gotō. Ha sido serializado en la revista de manga seinen Big Comic Superior de Shōgakukan desde el 25 de diciembre de 2020, y se ha recopilado en dos volúmenes tankōbon hasta el momento.

## Publicación
Phobia es escrito por Katsunori Hara e ilustrado por Yukiko Gotō. Comenzó a publicarse en la revista de manga seinen Big Comic Superior de Shōgakukan el 25 de diciembre de 2020. Shōgakukan recopila sus capítulos individuales en volúmenes tankōbon. El primer volumen se lanzó el 30 de septiembre de 2021, y hasta el momento se han publicado dos volúmenes.
| Volúmenes de manga publicados | Volúmenes de manga publicados | Volúmenes de manga publicados |
| Número                        | Fecha de publicación          | ISBN                          |
| ----------------------------- | ----------------------------- | ----------------------------- |
| 1                             | 30 de septiembre de 2021      | ISBN 978-4-09-861144-7        |
| 2                             | 29 de julio de 2022           | ISBN 978-4-09-861387-8        |